# NGC 796
NGC 796 é um aglomerado aberto com nebulosa na direção da constelação de Hydrus. O objeto foi descoberto pelo astrônomo John Herschel em 1835, usando um telescópio refletor com abertura de 18,6 polegadas. 